# اندرومدیا
اندرومدیا (انگلیسی: Andromedia) فیلمی ژاپنی در سبک اکشن و علمی–تخیلی به کارگردانی تاکاشی میکه است که در سال ۱۹۹۸ منتشر شد. از بازیگران آن می‌توان به تاکاکو اوئه هارا، کریستوفر دویل، نائوتو تاکناکا و کازوکی کیتامورا اشاره کرد. اندرومدیا در تاریخ ۱۱ ژوئیه ۱۹۹۸ توسط شوچیکو در ژاپن در سینماها پخش شد.

## کتابشناسی
- Mes, Tom (2006). Agitator: The Cinema of Takashi Miike. FAB Press. ISBN 1903254418.